# Joey Keane
Joey Keane (Chicago, Illinois, 2 de julio de 1999) es un jugador profesional estadounidense de hockey sobre hielo que se desempeña en la posición de defensor derecho en Carolina Hurricanes, equipo de la National Hockey League (NHL).

## Carrera
Fue seleccionado en la tercera ronda en la NHL Entry Draft de 2018. En 2020 hizo su debut profesional con el equipo Carolina Hurricanes, donde lleva jugando dos temporadas.